# Diastylis edwardsii
Diastylis edwardsii är en kräftdjursart som först beskrevs av Henrik Nikolai Krøyer 1841.  Diastylis edwardsii ingår i släktet Diastylis och familjen Diastylidae. Inga underarter finns listade i Catalogue of Life.